# Sicap

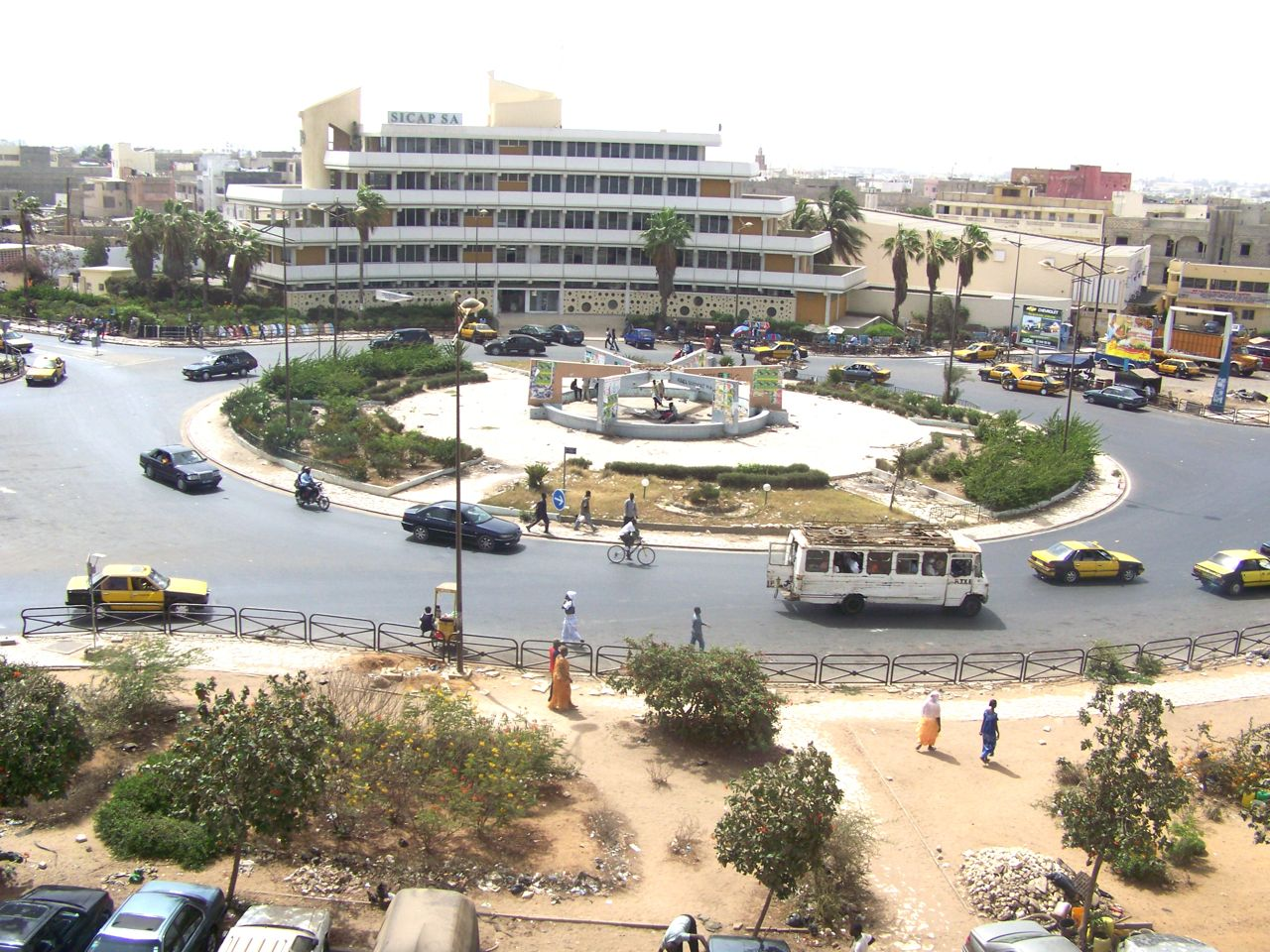
Unternehmenssitz am Place de l’Unité Africaine oder Rond point Jet d'eau

Die Société immobilière du Cap-Vert oder SICAP ist eine Immobiliengesellschaft in Senegal. Sie wurde 1950 unter der Kolonialverwaltung von Französisch-Westafrika gegründet, um namentlich Immobilienprojekte in der stark wachsenden Hauptstadt Dakar durchzuführen. Auch nach der Gründung des Staates Senegal war sie in der Stadt tätig und hat ihren Unternehmenssitz im Stadtbezirk Biscuiterie inmitten der von ihr realisierten Projekte am Place de l’Unité Africaine in Dakar, der teilweise noch bekannt ist als Rond point Jet d'eau.
Von Sicap verwirklicht wurden namentlich folgende 13 Stadtviertel:
- Amitié 1 und 2 in Fann-Point E-Amitié
- Liberté 1 bis 6 in den Stadtbezirken Sicap-Liberté und Dieuppeul-Derklé,
- Dieuppeul in Dieuppeul-Derklé
- Baobab, Karak, Mermoz und Sacré-Cœur in Mermoz-Sacré Cœur